# Mecklenburgische Seenplatte (district)
Districtul Mecklenburgische Seenplatte (Platoul Lacustru Mecklenburghez) este un district din statul Mecklenburg-Pomerania Occidentală. În ceea ce privește suprafața, este de departe cel mai mare district din Germania și de două ori mai mare decât bundeslandul Saarland. Reședință de district este orașul Neubrandenburg. Filiale ale administrației sunt situate în orașele Demmin, Neustrelitz și Waren (Müritz).
Suprafața districtului este identică cu cea a Asociației de planificare regională Mecklenburgische Seenplatte, care funcționează ca una dintre cele patru subzone pentru programele regionale de planificare și dezvoltare din Mecklenburg-Pomerania Occidentală.
Districtul este membru al euroregiunii transfrontaliere Pomerania, deoarece părți din fosta provincie istorică Pomerania sunt situate și în districtul nou-format.